# Ȋ
La i con acento breve invertido (minúscula ȋ) es una letra del alfabeto latino formada por la adición de un acento breve invertido sobre la letra latina I. La letra no se utiliza en ningún sistema de escritura actual , ni en ninguno del pasado. Históricamente se ha utilizado en la notación eslava tradicional de la fonología serbocroata para indicar un acento descendente largo en una i, cuando la i es el núcleo de una sílaba .

## Unicode
| Carácter      | Ȋ                                  | Ȋ                                  | ȋ                                  | ȋ                                  |
| ------------- | ---------------------------------- | ---------------------------------- | ---------------------------------- | ---------------------------------- |
| Unicode       | LETRA MAYÚSCULA I CON ACENTO BREVE | LETRA MAYÚSCULA I CON ACENTO BREVE | LETRA MINÚSCULA I CON ACENTO BREVE | LETRA MINÚSCULA I CON ACENTO BREVE |
| Codificación  | decimal                            | hex                                | decimal                            | hex                                |
| Unicode       | 522                                | U+020A                             | 523                                | U+020B                             |
| UTF-8         | 200 138                            | C8 8A                              | 200 139                            | C8 8B                              |
| Ref. numérica | &#522;                             | &#x20A;                            | &#523;                             | &#x20B;                            |